# Heterophasia
Heterophasia – rodzaj ptaków z rodziny pekińczyków (Leiotrichidae).

## Zasięg występowania
Rodzaj obejmuje gatunki występujące w orientalnej Azji.

## Morfologia
Długość ciała 21–34,5 cm, masa ciała 23–50 g.

## Systematyka

### Etymologia
- Heterophasia: gr. ἑτερος heteros „inny, różny”; φασις phasis „wygląd”, od φαινω phainō „wyglądać”[6].
- Malacias: gr. μαλακιας malakias „delikatny, słabeusz”, od μαλακιαω malakiaō „stać się miękkim”[7]. Gatunek typowy: Cinclosoma capistratum Vigors, 1831.

### Podział systematyczny
Do rodzaju należą następujące gatunki:
- Heterophasia picaoides (Hodgson, 1839) – sójkownik długosterny
- Heterophasia auricularis (Swinhoe, 1864) – sójkownik białouchy
- Heterophasia capistrata (Vigors, 1831) – sójkownik czarnogłowy
- Heterophasia pulchella (Godwin-Austen, 1874) – sójkownik wspaniały
- Heterophasia gracilis (Horsfield, 1840) – sójkownik szary
- Heterophasia melanoleuca (Blyth, 1859) – sójkownik białobrzuchy
- Heterophasia desgodinsi (Oustalet, 1877) – sójkownik czarnouchy